# Списак језера у Мађарској
Списак језера у Мађарској:
- Балатон,
- Вадкерт (мађ. Vadkert-tó),
- Веленце (мађ. Velencei-tó),
- Делеђхази језера (мађ. Délegyházi-tavak),
- Домбај (мађ. Dombay-tó),
- Ерег,
- Керек (мађ. Kerek-tó),
- Нежидер мађ. )
- Палатинуш (мађ. Palatinus-tó),
- Салкаји (мађ. Szálkai-tó),
- Селид (мађ. Szelidi-tó),
- Тиса,
- Фехер (мађ. Fehér-tó),
- Хевиз (мађ. Hévízi-tó),
- Хоргас, Нађмањок (мађ. Nagymányoki Horgász-tó),
- Шаш,